# Idioma busa
El idioma busa u odiai (uriai) es una lengua aislada hablada en el noroeste de Papúa Nueva Guinea, específicamente en tres aldeas Yare, Abau y Biaka del distrito Amanab en la provincia de Sandaun, la localización geográfica es 3º49' S (latitud) y 141º20' E (longitud). El censo de 2000 cibraba en 244 el número de hablantes.